# Katarzyna Styskal
Katarzyna Styskal (ur. 22 stycznia 1974 w Łęczycy) – polska siatkarka występująca na pozycji libero.

## Kluby
- PTPS Nafta-Gaz Piła
- SSK Calisia Kalisz
- IDM Swarzędz Meble AZS AWF Poznań
- Górnik Łęczyca

## Osiągnięcia
- brąz mistrzostw Polski w sezonie 2004/2005 z drużyną PTPS Nafta-Gaz Piła i 2005/2006 z SSK Calisia Kalisz
- 4-te miejsce w ekstraklasie kobiet (z drużyną PTPS Nafta-Gaz Piła)